# Julian Lüftner
Julian Lüftner (* 11. Januar 1993 in Zams) ist ein ehemaliger österreichischer Snowboarder. Er startete hauptsächlich in der Disziplin Snowboardcross sowie zu Beginn seiner Karriere in Parallelrennen.

## Werdegang
Lüftner, der für den WSV St. Gallenkirch startet, nimmt seit 2009 am Europacup teil. Dabei erreichte er bisher zehn Podestplatzierungen, darunter vier Siege und gewann in der Saison 2013/14 die Snowboardcrossgesamtwertung. Zudem belegte er in der Saison 2012/13 und 2015/16 jeweils den vierten Platz in der Snowboardcrossgesamtwertung (Stand: Saisonende 2019/20). Sein Debüt im Snowboard-Weltcup hatte er im Dezember 2010 in Lech am Arlberg, welches er auf dem 52. Platz beendete. Bei den Snowboard-Juniorenweltmeisterschaften 2012 in Sierra Nevada kam er auf den 18. und im folgenden Jahr bei den Snowboard-Juniorenweltmeisterschaften in Erzurum auf den achten Platz. Im April 2014 wurde er österreichischer Meister im Snowboardcross. Bei den Snowboard-Weltmeisterschaften 2015 am Kreischberg errang er den zehnten Platz. In der Saison 2016/17, die er auf dem 21. Platz im Snowboardcross-Weltcup beendete, erreichte er in Bansko mit dem siebten Platz seine erste Top-Zehn-Platzierung im Weltcupeinzel. Zudem gelang ihn beim Weltcup in Solitude der zweite Platz zusammen mit Lukas Pachner im Teamwettbewerb. Beim Saisonhöhepunkt den Snowboard-Weltmeisterschaften 2017 in Sierra Nevada belegte er den 14. Platz im Einzelwettbewerb und zusammen mit Lukas Pachner den sechsten Rang im Teamwettbewerb. Im Februar 2018 holte er in Feldberg seinen ersten Weltcupsieg. In der Saison 2019/20 errang er mit drei Top-Zehn-Platzierungen, den zehnten Platz im Snowboardcross-Weltcup. In der Saison 2021/22 wurde er Zehnter im Snowboardcross-Weltcup. Dabei errang er in Krasnojarsk den dritten Platz. Beim Saisonhöhepunkt, den Olympischen Winterspielen 2022 in Peking, schrammte er mit einem vierten Platz knapp an einer Medaille vorbei.
Am 1. April 2025 gab Lüftner sein Karriereende bekannt.

## Teilnahmen an Weltmeisterschaften und Olympischen Winterspielen

### Olympische Winterspiele
- 2022 Peking: 4. Platz Snowboardcross

### Snowboard-Weltmeisterschaften
- 2015 Kreischberg: 10. Platz Snowboardcross
- 2017 Sierra Nevada: 6. Platz Snowboardcross Team, 14. Platz Snowboardcross
- 2023 Bakuriani: 33. Platz Snowboardcross
- 2025 Engadin: 16. Platz Snowboardcross

## Weltcupsiege und Weltcup-Gesamtplatzierungen

### Weltcupsiege
| Nr. | Datum            | Ort      |
| --- | ---------------- | -------- |
| 1.  | 24. Februar 2018 | Feldberg |

### Weltcup-Gesamtplatzierungen
| Saison  | Platz | Punkte  |
| ------- | ----- | ------- |
| 2010/11 | 86.   | 15      |
| 2011/12 | -     | -       |
| 2012/13 | 74.   | 28      |
| 2013/14 | 61.   | 78      |
| 2014/15 | 35.   | 136     |
| 2015/16 | 23.   | 882     |
| 2016/17 | 21.   | 822,70  |
| 2017/18 | 15.   | 1994,70 |
| 2018/19 | 24.   | 726     |
| 2019/20 | 10.   | 1690    |
| 2020/21 | 29.   | 54      |
| 2021/22 | 10.   | 168     |
| 2022/23 | 22.   | 116     |
| 2023/24 | 9.    | 298     |
| 2024/25 | 26.   | 100     |